# Eddie Newton
Edward John Ikem ("Eddie") Newton (Hammersmith, 13 december 1971) is een Engels voetbalcoach en voormalig voetballer die bij voorkeur als defensieve middenvelder speelde. Newton was actief in de Premier League met Chelsea, waarmee hij de FA Cup won in 1997 alsmede de League Cup, de Europacup II en de UEFA Super Cup in 1998. Newton is sinds augustus 2020 coach van het Turkse Trabzonspor. Voordien was hij vijf jaar lang assistent-coach bij Chelsea.

## Biografie
Newton was een defensieve middenvelder die negen seizoenen uitkwam voor Chelsea op het hoogste niveau. Hij was een jeugdproduct van de Londense club en mocht vaak spelen onder manager Glenn Hoddle medio jaren 90. In mei 1994 verloor hij met Chelsea de finale van de FA Cup tegen Manchester United. Chelsea ging met 0-4 onderuit. Newton speelde de volledige wedstrijd naast Gavin Peacock op het middenveld.
Newton was auteur van een doelpunt in de gewonnen finale van de FA Cup van 1997, tegen Middlesbrough — onder leiding van speler-coach Ruud Gullit. Het andere doelpunt kwam er op naam van de Italiaanse middenvelder Roberto Di Matteo — reeds in de eerste minuut van de wedstrijd. Na het ontslag van Hoddle en vanaf de komst van Gianluca Vialli kwam hij minder aan spelen toe, maar toen de club de FA Cup won in 1997 was Ruud Gullit de trainer en mocht hij dus wel de wedstrijd aanvatten.
Datzelfde Middlesbrough werd ook met 2-0 verslagen in de finale van de League Cup van 1998. Hij speelde centraal op het middenveld naast aanvoerder Dennis Wise en speelde de volledige wedstrijd. Newton verscheen onder Vialli echter niet meer aan de aftrap van de finale van de Europacup II van 1998. Chelsea versloeg VfB Stuttgart met het kleinste verschil na een doelpunt van de Italiaanse spits Gianfranco Zola diep in de tweede helft. Newton kwam in de plaats van de Uruguayaan Gustavo Poyet na 81 minuten. In mei 1998 won de club de UEFA Super Cup door het Spaanse Real Madrid met 0-1 te verschalken. Gus Poyet scoorde met nog zeven minuten op de klok. Newton bleef echter negentig minuten op de bank en speelde gedurende zijn laatste seizoen weinig. In totaal speelde hij 165 competitiewedstrijden en scoorde hij daarin acht keer.
Na negen jaar verruilde hij Chelsea voor Birmingham City in 1999. Na slechts enkele maanden was hij daar alweer weg en tekende bij Barnet, maar ook daar zocht hij na luttele maanden ander oorden op. Newton beëindigde zijn carrière bij amateurclub Hayes in 2001. Hij was na zijn actieve loopbaan assistent-trainer van Milton Keynes Dons, de opvolger van het voormalige Wimbledon, en later ook bij West Bromwich Albion. Hij was al eens assistent-trainer van Chelsea onder leiding van ex-ploeggenoot Roberto Di Matteo in 2012. Drie jaar later keerde hij terug naar Chelsea en was assistent-coach tot hij hiermee ophield onder Frank Lampard in 2020.
Op 2 augustus 2020 werd Newton aangesteld als nieuwe trainer van de Turkse eersteklasser Trabzonspor.

## Erelijst
| Competitie                    |         |         |
| Competitie                    | Aantal  | Jaren   |
| Chelsea                       | Chelsea | Chelsea |
| ----------------------------- | ------- | ------- |
| UEFA Beker voor Bekerwinnaars | 1x      | 1997/98 |
| UEFA Super Cup                | 1×      | 1998    |
| League Cup                    | 1×      | 1997/98 |
| FA Cup                        | 1×      | 1996/97 |